# Condé-sur-Seulles
Pour les articles homonymes, voir Condé et Seulles (homonymie).
Condé-sur-Seulles est une commune française, située dans le département du Calvados en région Normandie, peuplée de 303 habitants.

## Géographie
La commune est au sud-est du Bessin. Couvrant 244 hectares, son territoire était le moins étendu du canton de Balleroy. Son bourg est à 7 km au nord de Tilly-sur-Seulles, à 8,5 km au sud-est de Bayeux et à 24 km à l'ouest de Caen.
La Seulles borde le territoire communal à l'est.
Le point culminant (90 m) se situe en limite ouest, près du lieu-dit le Douet de Chouain. Le point le plus bas (35 m) correspond à la sortie de la Seulles du territoire, au nord-est.
|               | Nonant            |                        |
| Ellon         | Condé-sur-Seulles | Ducy-Sainte-Marguerite |
| Juaye-Mondaye | Chouain           |                        |

### Hydrographie
La commune est située dans le bassin Seine-Normandie. Elle est drainée par la Seulles, le cours d'eau 01 de la commune de Condé-sur-Seulles et divers autres petits cours d'eau,.
La Seulles, d'une longueur de 72 km, prend sa source dans la commune de Dialan sur Chaîne et se jette  dans la baie de Seine à Courseulles-sur-Mer, après avoir traversé 31 communes. 

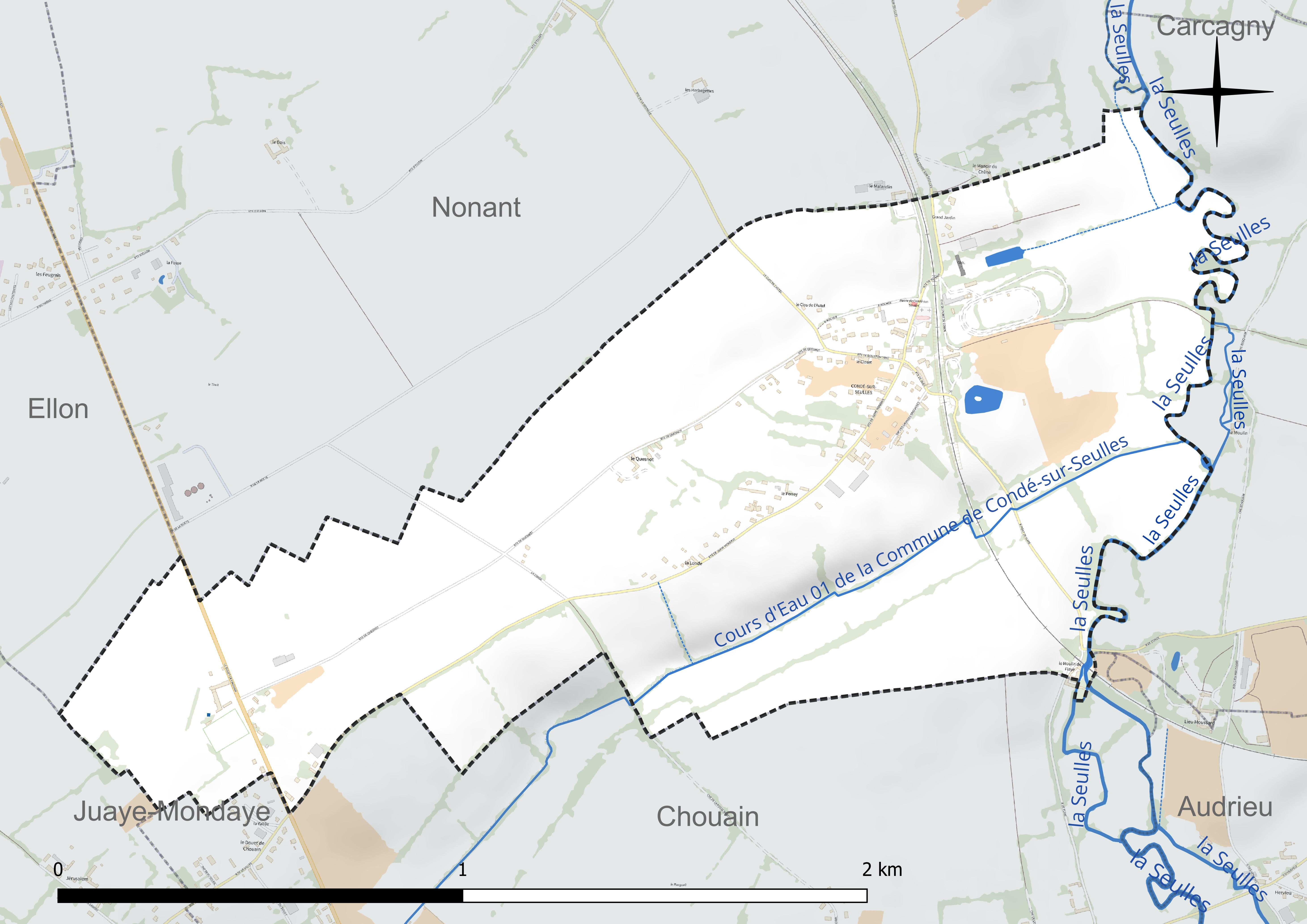
Réseau hydrographique de Condé-sur-Seulles.

### Climat
Pour des articles plus généraux, voir Climat de la Normandie et Climat du Calvados.
En 2010, le climat de la commune est de type climat océanique altéré, selon une étude du CNRS s'appuyant sur une série de données couvrant la période 1971-2000. En 2020, Météo-France publie une typologie des climats de la France métropolitaine dans laquelle la commune est exposée à un climat océanique et est dans la région climatique  Normandie (Cotentin, Orne), caractérisée par une pluviométrie relativement élevée (850 mm/a) et un été frais (15,5 °C) et venté. Parallèlement le GIEC normand, un groupe régional d'experts sur le climat, différencie quant à lui, dans une étude de 2020, trois grands types de climats pour la région Normandie, nuancés à une échelle plus fine par les facteurs géographiques locaux. La commune est, selon ce zonage, exposée à un « climat des plateaux abrités », correspondant à la plaine agricole de Caen à Falaise, sous le vent des collines de Normandie et proche de la mer, se caractérisant par une pluviométrie et des contraintes thermiques modérées.
Pour la période 1971-2000, la température annuelle moyenne est de 10,7 °C, avec  une amplitude thermique annuelle de 11,8 °C. Le cumul annuel moyen de précipitations est de 754 mm, avec 12,6 jours de précipitations en janvier et 7,4 jours en juillet. Pour la période 1991-2020, la température moyenne annuelle observée sur la station météorologique la plus proche, située sur la commune de Carpiquet à 15 km à vol d'oiseau, est de 11,5 °C et le cumul annuel moyen de précipitations est de 740,3 mm,. Pour l'avenir, les paramètres climatiques de la commune estimés pour 2050 selon différents scénarios d'émission de gaz à effet de serre sont consultables sur un site dédié publié par Météo-France en novembre 2022.

## Urbanisme

### Typologie
Au 1er janvier 2024, Condé-sur-Seulles est catégorisée commune rurale à habitat dispersé, selon la nouvelle grille communale de densité à 7 niveaux définie par l'Insee en 2022.
Elle est située hors unité urbaine. Par ailleurs la commune fait partie de l'aire d'attraction de Caen, dont elle est une commune de la couronne,. Cette aire, qui regroupe 296 communes, est catégorisée dans les aires de 200 000 à moins de 700 000 habitants,.

### Occupation des sols
L'occupation des sols de la commune, telle qu'elle ressort de la base de données européenne d'occupation biophysique des sols Corine Land Cover (CLC), est marquée par l'importance des territoires agricoles (89,2 % en 2018), une proportion identique à celle de 1990 (89,2 %). La répartition détaillée en 2018 est la suivante : 
prairies (55,5 %), terres arables (33,7 %), zones urbanisées (10,8 %). L'évolution de l'occupation des sols de la commune et de ses infrastructures peut être observée sur les différentes représentations cartographiques du territoire : la carte de Cassini (XVIIIe siècle), la carte d'état-major (1820-1866) et les cartes ou photos aériennes de l'IGN pour la période actuelle (1950 à aujourd'hui).

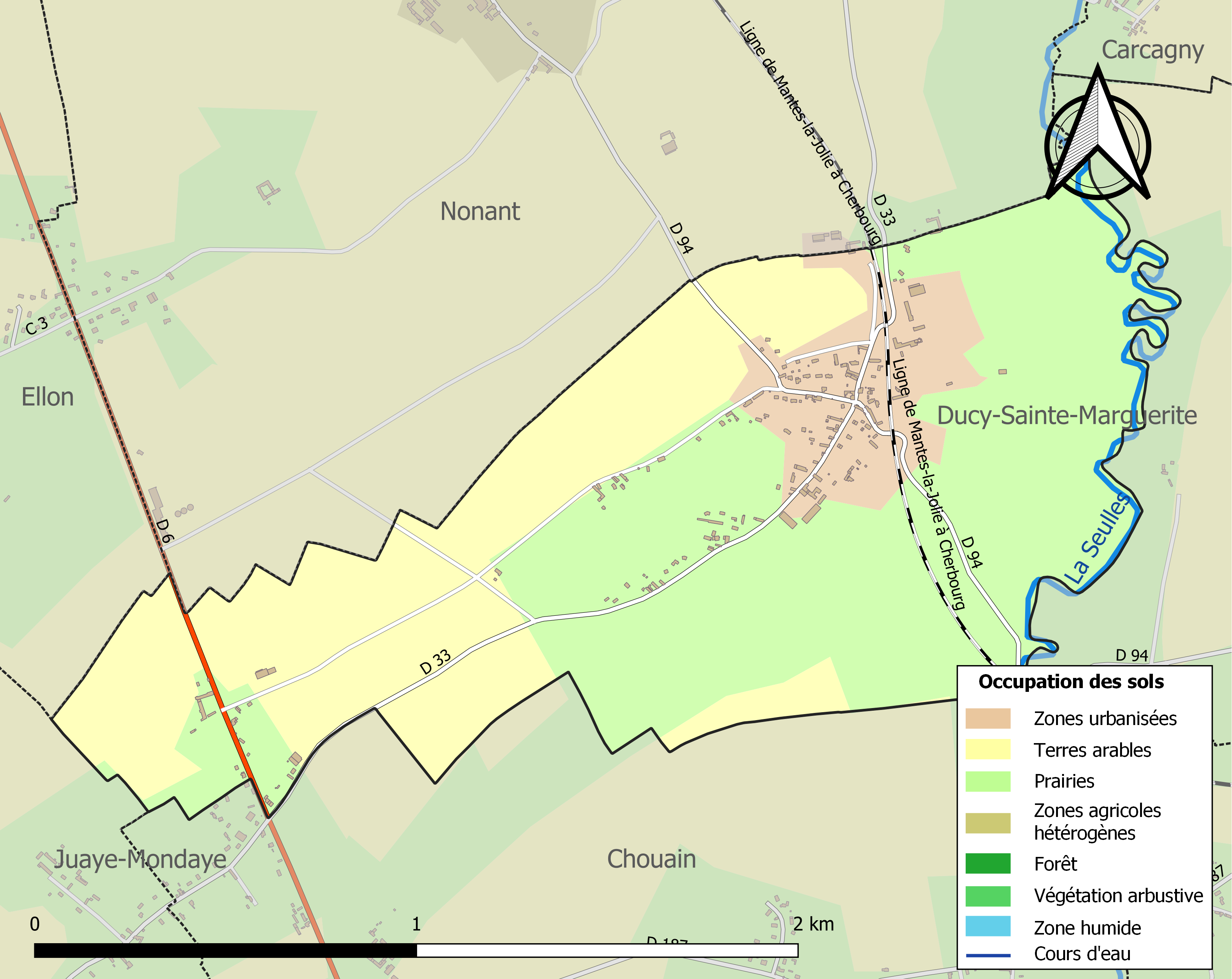
Carte des infrastructures et de l'occupation des sols de la commune en 2018 (CLC).

## Toponymie
Le nom de la localité est attesté sous les formes Condetum en 1134 (charte de Saint-Étienne de Caen), Condeium super Seullam en 1205 (charte de Saint-Étienne de Caen), Condey sur Seulle en 1383 (cartulaire de Mondaye), Condé en 1793, Condé-sur-Seulles en 1801.
Condé est un toponyme courant issu du gaulois condate (« confluent »), Condé est présent dans de nombreux noms de communes, en particulier en Normandie, où il est le plus souvent accompagné du cours d'eau principal. Il en est ainsi de Condé-sur-Huisne, Condé-sur-Iton, Condé-sur-Noireau, Condé-sur-Sarthe, Condé-sur-Vire, auxquels on peut ajouter Condé-sur-Laizon devenu après fusion Condé-sur-Ifs. Pour Condé-sur-Seulles et Condé-sur-Risle, la rivière ne reçoit pas mais se sépare momentanément en deux cours d'eau.
Le fleuve côtier la Seulles borde Condé à l'est.
Le gentilé est Condéen.

## Politique et administration

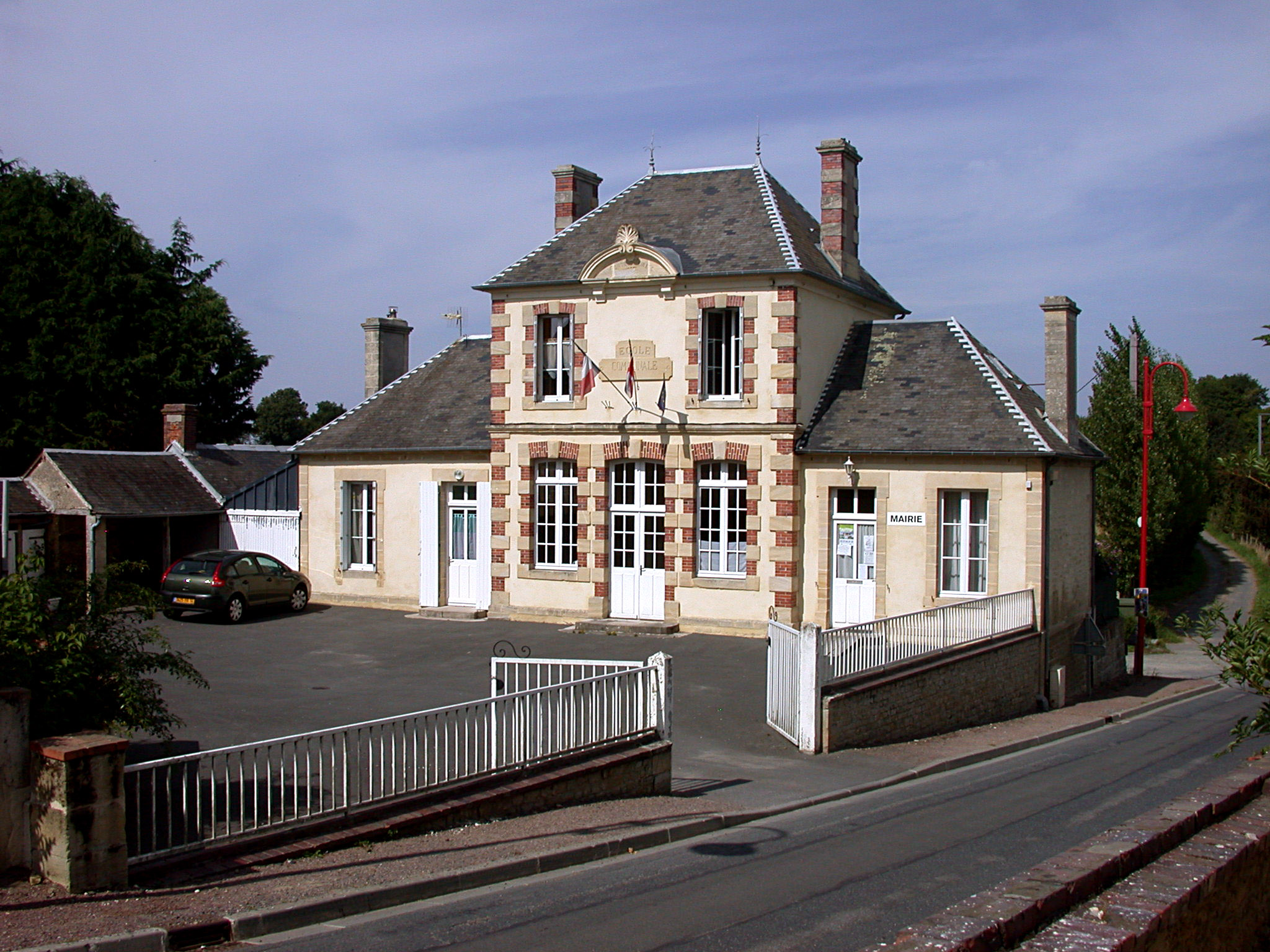
La mairie.

| Période                                  | Période  | Identité         | Étiquette | Qualité |
| ---------------------------------------- | -------- | ---------------- | --------- | ------- |
| avant 1981                               | 1983     | Simone Villedieu |           |         |
| 1983                                     | En cours | Émile Touffaire  | SE        |         |
| Les données manquantes sont à compléter. |          |                  |           |         |

## Démographie
L'évolution du nombre d'habitants est connue à travers les recensements de la population effectués dans la commune depuis 1793. Pour les communes de moins de 10 000 habitants, une enquête de recensement portant sur toute la population est réalisée tous les cinq ans, les populations de référence des années intermédiaires étant quant à elles estimées par interpolation ou extrapolation. Pour la commune, le premier recensement exhaustif entrant dans le cadre du nouveau dispositif a été réalisé en 2008.
En 2022, la commune comptait 303 habitants, en évolution de +2,02 % par rapport à 2016 (Calvados : +1,58 %, France hors Mayotte : +2,11 %).
Condé-sur-Seulles a compté jusqu'à 303 habitants en 1841.
| 1793 | 1800 | 1806 | 1821 | 1831 | 1836 | 1841 | 1846 | 1851 |
| ---- | ---- | ---- | ---- | ---- | ---- | ---- | ---- | ---- |
| 220  | 233  | 237  | 250  | 278  | 285  | 303  | 299  | 249  |

| 1856 | 1861 | 1866 | 1872 | 1881 | 1886 | 1891 | 1896 | 1901 |
| ---- | ---- | ---- | ---- | ---- | ---- | ---- | ---- | ---- |
| 241  | 267  | 254  | 257  | 221  | 211  | 233  | 223  | 189  |

| 1906 | 1911 | 1921 | 1926 | 1931 | 1936 | 1946 | 1954 | 1962 |
| ---- | ---- | ---- | ---- | ---- | ---- | ---- | ---- | ---- |
| 190  | 181  | 146  | 151  | 138  | 159  | 205  | 177  | 137  |

| 1968 | 1975 | 1982 | 1990 | 1999 | 2006 | 2008 | 2013 | 2018 |
| ---- | ---- | ---- | ---- | ---- | ---- | ---- | ---- | ---- |
| 137  | 141  | 146  | 162  | 206  | 228  | 234  | 280  | 289  |

| 2022 | - | - | - | - | - | - | - | - |
| ---- | - | - | - | - | - | - | - | - |
| 303  | - | - | - | - | - | - | - | - |

## Lieux et monuments
- Église Notre-Dame du XVIIIe siècle. Le chœur et la sacristie ont été refaits en 1840.

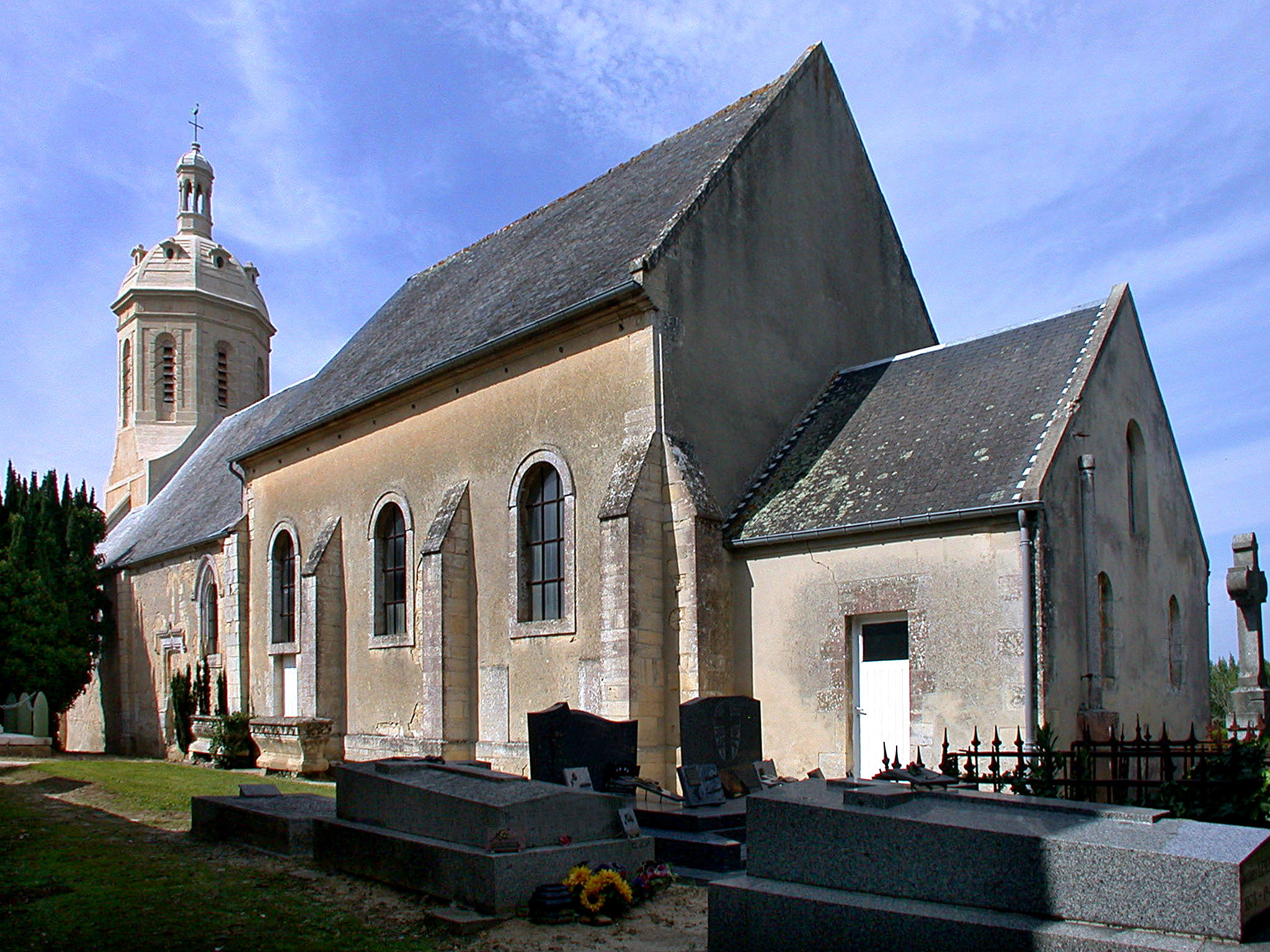
L'église Notre-Dame.
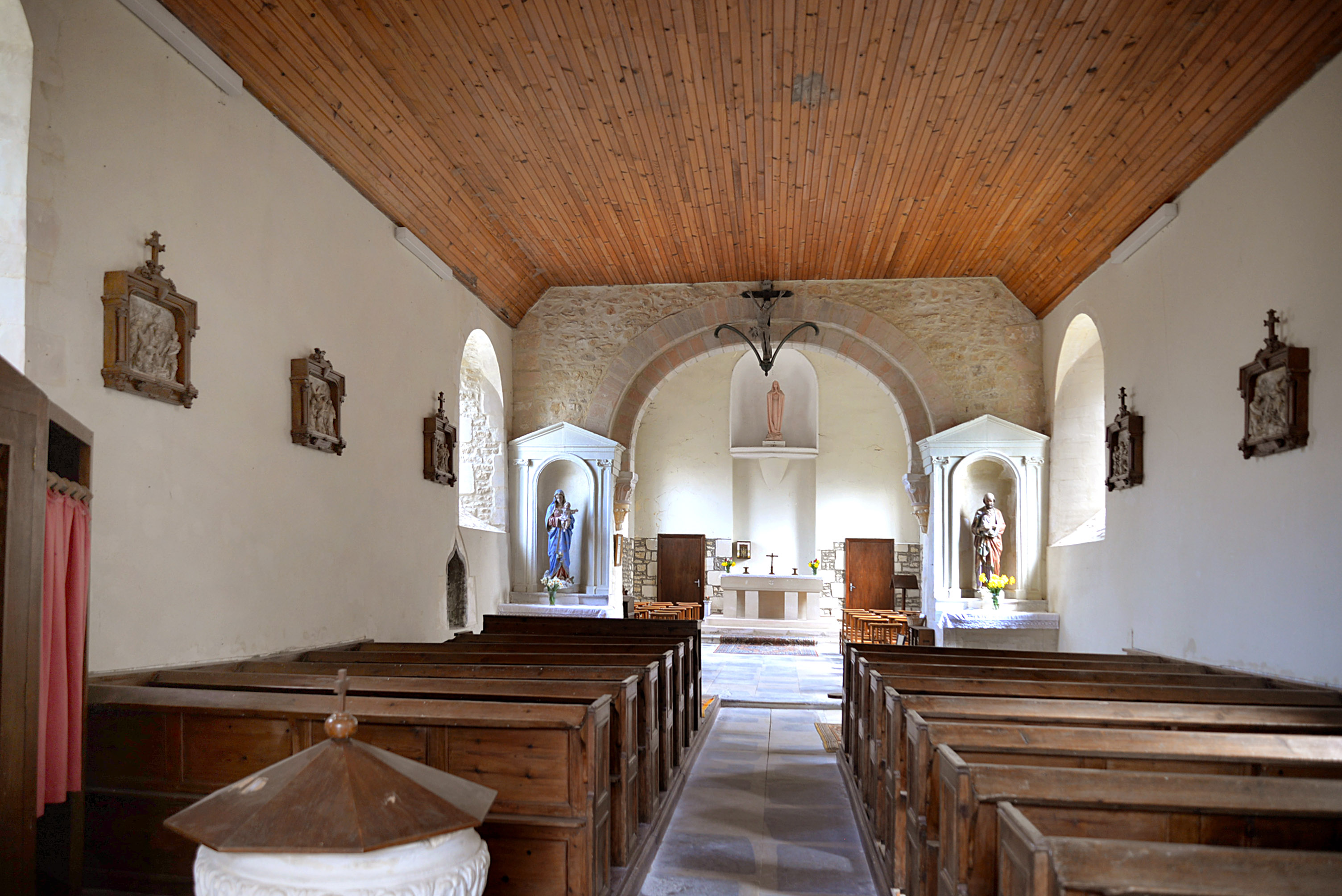
La nef de l'église Notre-Dame.
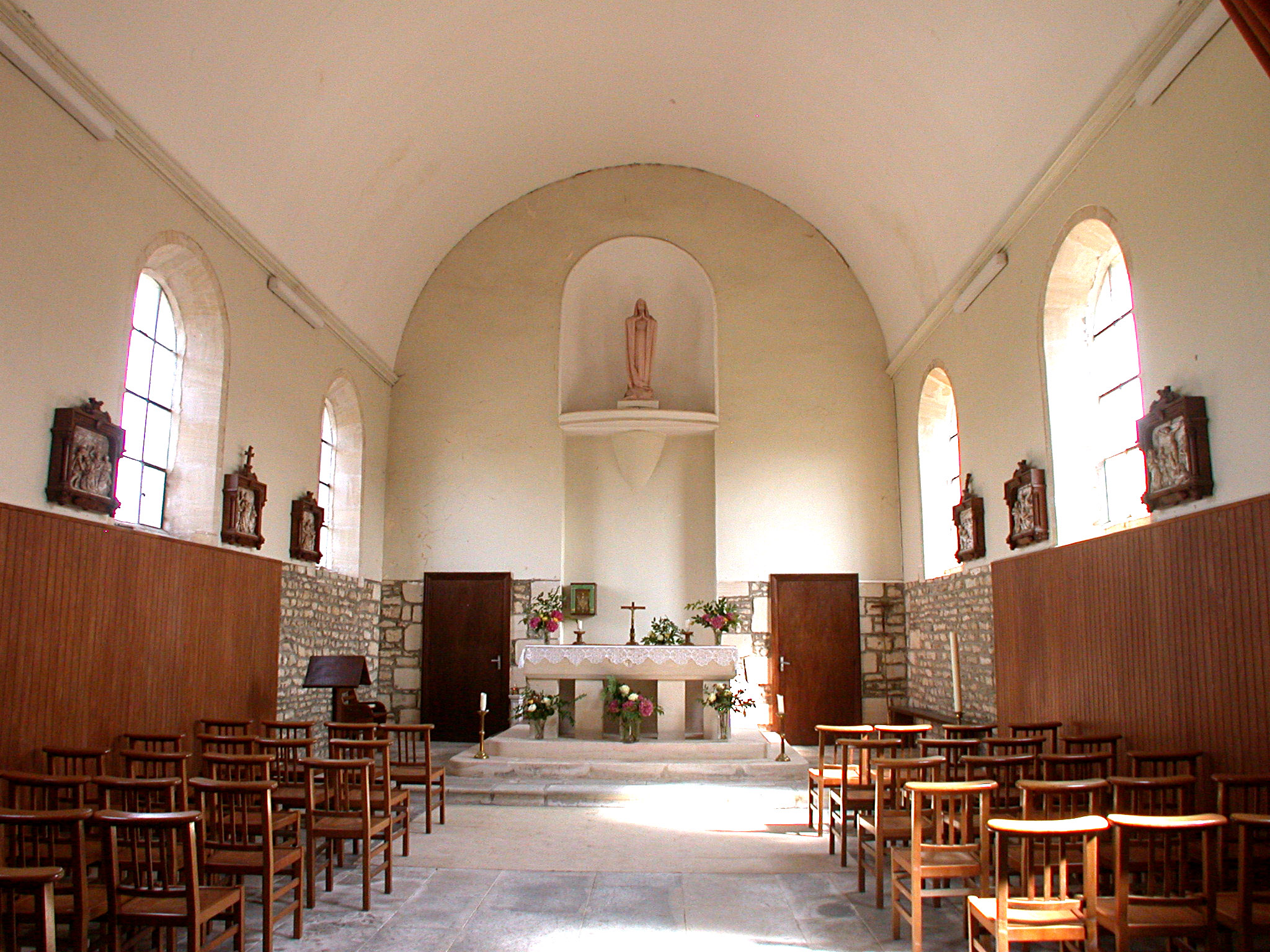
Le chœur de l'église Notre-Dame.
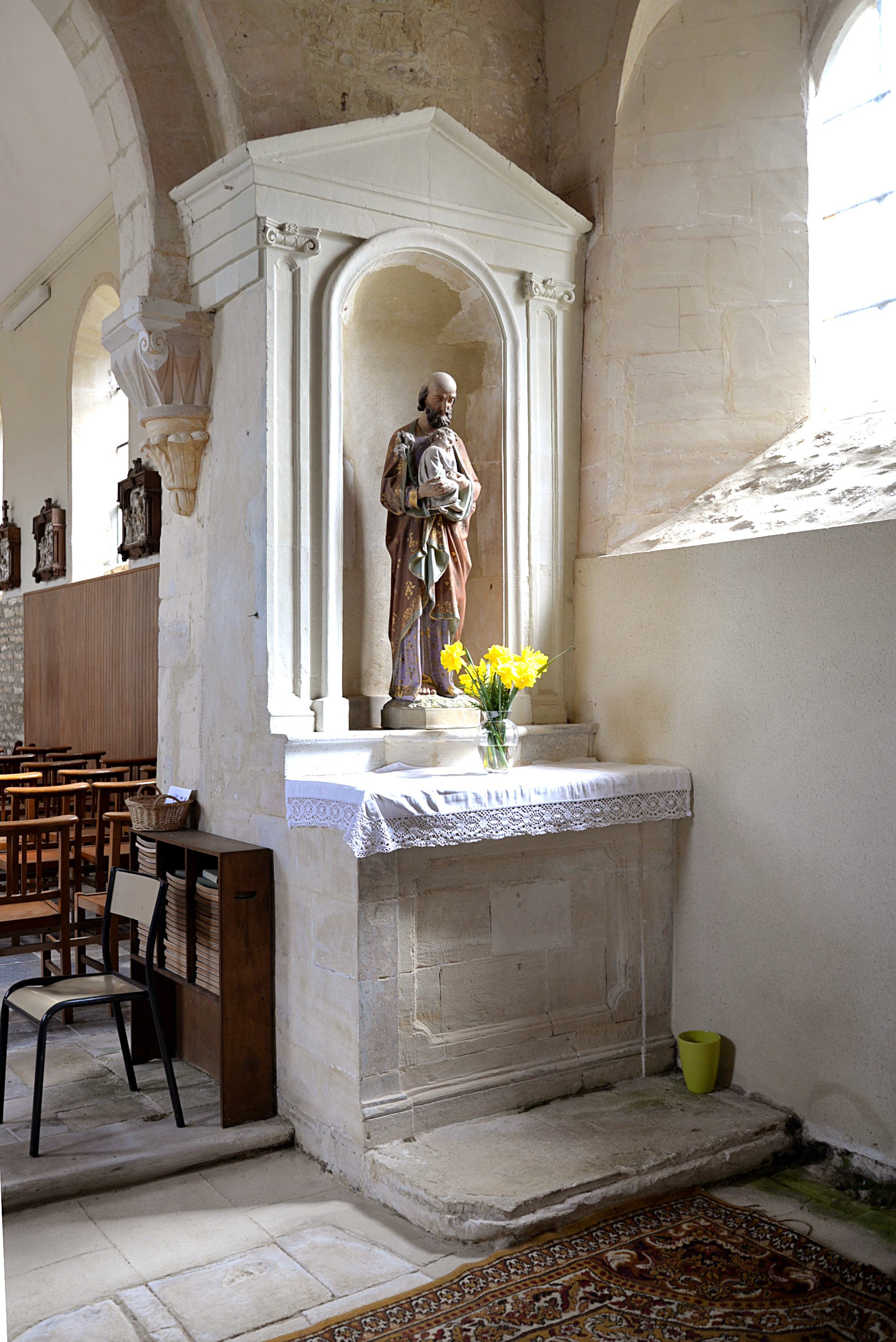
L'autel latéral sud de l'église Notre-Dame.
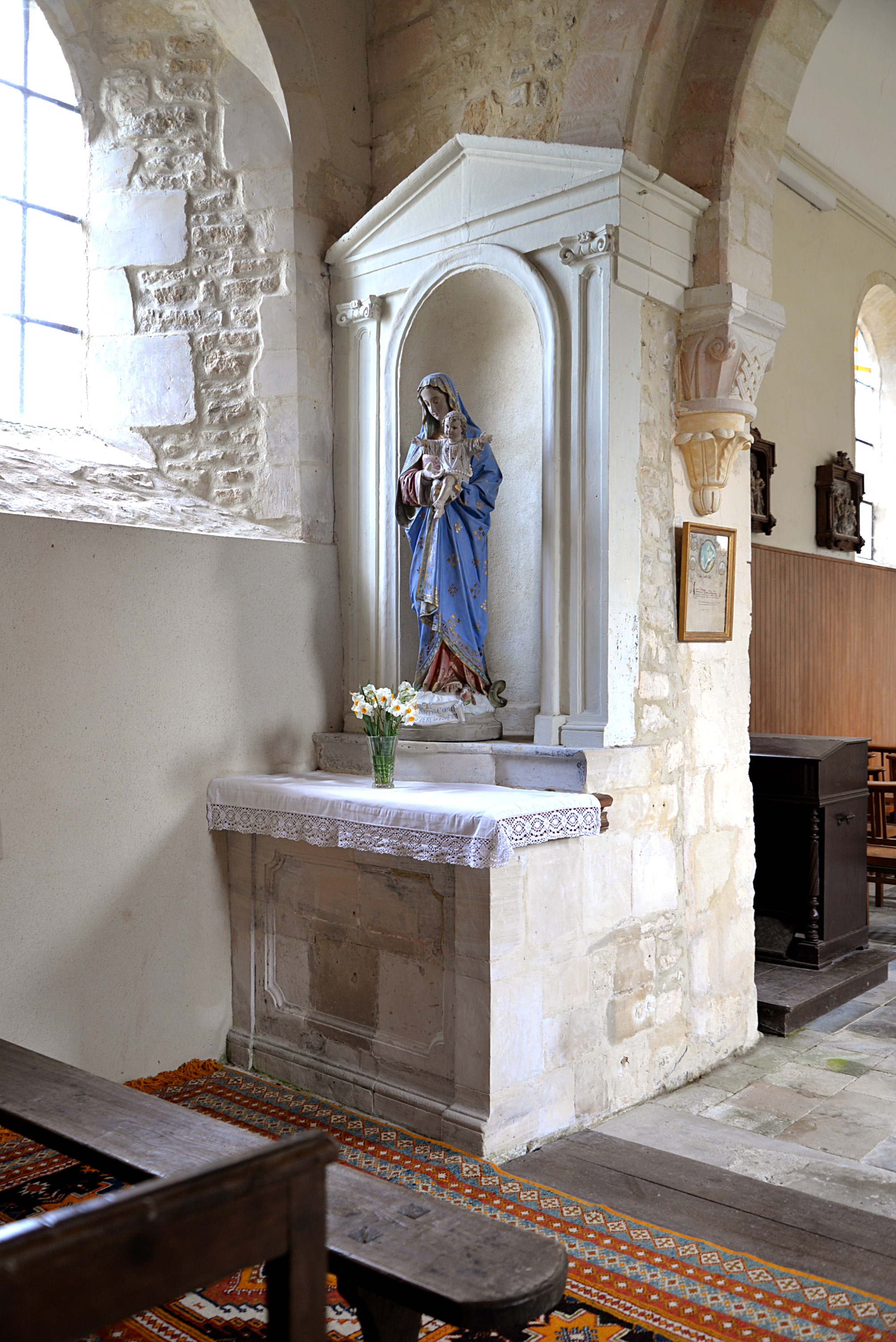
L'autel latéral nord de l'église Notre-Dame.
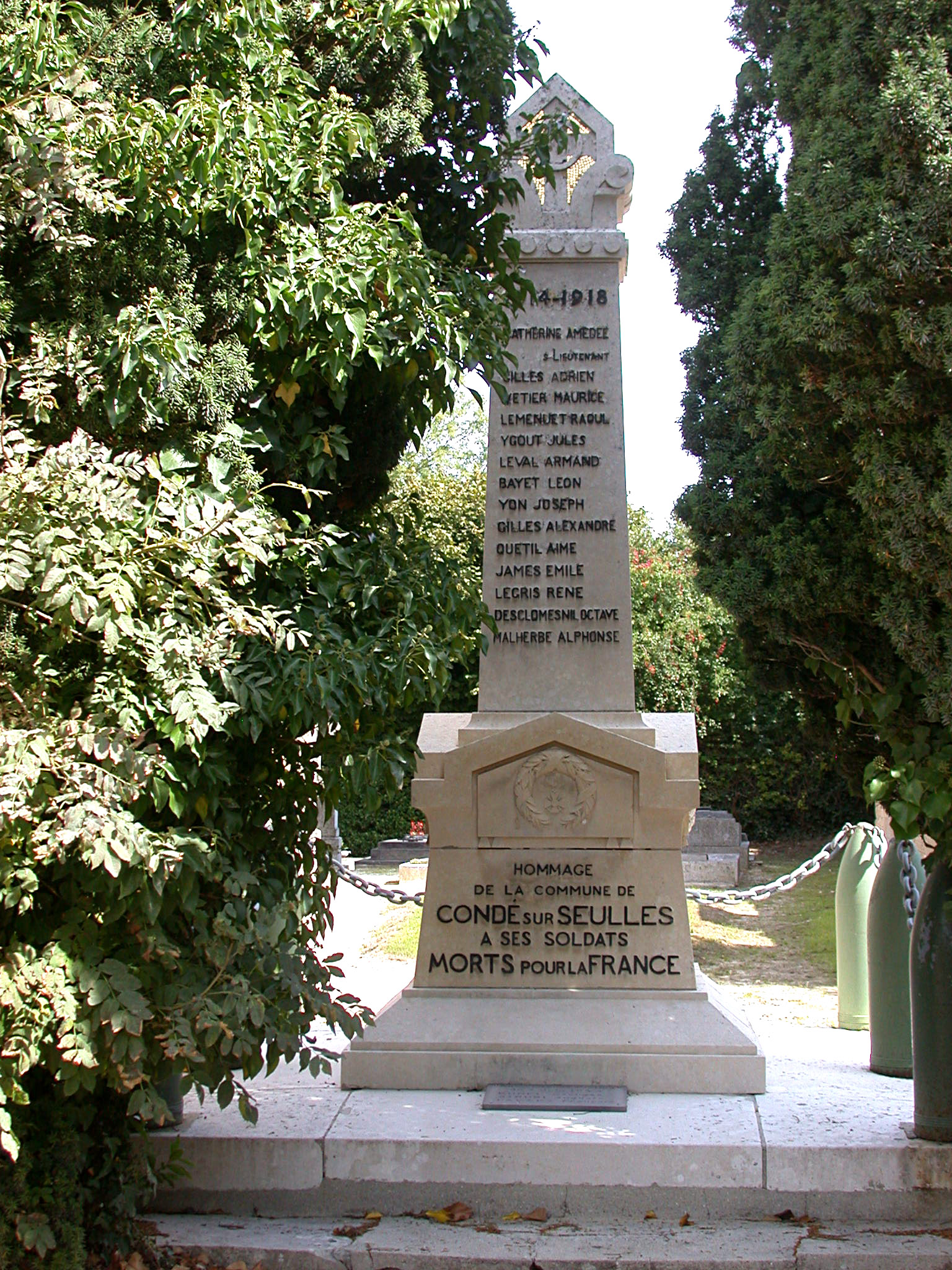
Le monument aux morts.

## Personnalités liées à la commune
- Audin de Bayeux († 1139),  évêque d'Évreux de 1113 à 1139, est né à Condé-sur-Seulles.

## Activité et manifestations

### Sports
Jusqu'en 2012, l'Amicale sportive de la Seulles faisait évoluer une équipe de football en division de district.